# Fighting Temptation
Fighting Temptation – utwór amerykańskiej wokalistki rhythm and bluesowej Beyoncé Knowles oraz raperek Missy Elliott, MC Lyte i Free. Piosenka została napisana przez Knowles, Missy Elliott, Lanę Moorer, Marie Wright, Jonathana Burksa, LaShauna Owensa, Karriem Macka oraz Waltera Murphy’ego na ścieżkę dźwiękową filmu The Fighting Temptations, w którym wystąpiła Knowles. 5 lipca 2003 roku Columbia Records wydała „Fighting Temptations” jako główny singel z tejże płyty.
Łącząca R&B i funk „Fighting Temptation” sampluje utwór „I Like Funky Music” (1979) duetu Uncle Louie. Pod względem lirycznym, utwór mówi o zwalczaniu przeciwności, a także oczekiwaniu na prawdziwą miłość. Piosenka otrzymała generalnie pozytywne oceny od krytyków muzycznych, którzy chwalili jej tematykę, wokal Knowles, a także strukturę wokalno-rapową. Singel nie odniósł jednak sukcesu komercyjnego, zajmując miejsca jedynie na wybranych europejskich listach przebojów. Wideoklip do „Fighting Temptation” wyreżyserowany został przez Anttiego Jokinena.

## Kontekst
Utwór opowiada o grupie kobiet, które wyznają zasadę „żadnego seksu” – odnosząc się tym samym do fabuły filmu, w którym to postać Lilly (grana przez Knowles) nie chciała przedwcześnie rozpocząć współżycia ze swoim ówczesnym chłopakiem, Darwinem (Cuba Gooding Jr.).
Darrin, pracownik nowojorskiego biura reklamy, otrzymuje niespodziewanie informację o śmierci swojej ciotki, która miała zostawić mu spadek. Dlatego też wyrusza w podróż do małego miasta na południu Stanów Zjednoczonych; na miejscu dowiaduje się, że spadek otrzyma tylko wtedy, gdy poprowadzi lokalną grupę gospelową do zwycięstwa w zbliżającym się konkursie. Chciwość sprawia, że Darrin podejmuje się znalezienia najlepszych talentów wokalnych w mieście i budowy chóru. Wśród wielu poznanych przez niego osób jest Lilly – utalentowana wokalnie samotna matka, która staje się obiektem westchnień Darrina. Pomimo że zakochał się w niej od pierwszego wejrzenia, Lilly dopiero z czasem zaczęła odwzajemniać jego uczucia. Ostatecznie dwójka bierze ślub, a po osiemnastu miesiącach na świat przychodzi ich pierwsze dziecko.

## Kompozycja
Utwór został napisany przez Knowles, Missy Elliott, Lanę Moorer, Marie Wright, Jonathana Burksa, LaShauna Owensa, Karriema Macka, Waltera Murphy’ego i Gene’a Pistilliego. Z kolei za produkcję odpowiadała Elliott. Pod względem muzycznym, „Fighting Tempation” stoi na pograniczu R&B i funku, samplując „I Like Funky Music” (1979) duetu Uncle Louie. Heather Phares z AllMusic napisała, że tekst utworu stanowi „celebrację babskiego wieczoru i wyraża oczekiwanie na prawdziwą miłość”. Z kolei Dani Boobyer z witryty internetowej The Situation uznał „Fighting Temptation” za „ubraną w dobre słowa wiadomość, by dążyć do najlepszego i zwalczać wszelkie przeciwności”.

## Wydanie
Knowles skomentowała w wypowiedzi dla magazynu Billboard kwestię premiery albumu: „Na potrzeby filmu stworzyliśmy bardzo dużo materiału muzycznego. Początkowo niepokoiłam się o termin wydania ścieżki dźwiękowej, bo mój album solowy miał się ukazać jeszcze przed premierą filmu. Jednakże ostatecznie moja płyta miała premierę później, niż zakładaliśmy pierwotnie.”
Mówiąc o samym utworze, wokalistka stwierdziła:

„Gdy usłyszysz ‘Fighting Temptation’ i pozostałe ścieżki dźwiękowe tego filmu, od razu się w nich zakochasz. Wszystkie piosenki są wzruszające i pełne ducha, podobnie jak sam film.”

5 lipca 2003 roku „Fighting Temptations” wydany został jako singel CD w Niemczech, natomiast 18 sierpnia zadebiutował w amerykańskich rozgłośniach radiowych.

### Odbiór krytyków
Heather Phares z AllMusic recenzując całą ścieżkę dźwiękową filmu napisała: „[...] siedem ścieżek, w których śpiewa Beyoncé jest najbardziej interesujących; tytułowy utwór stanowi zaskakująco radosną, funkową celebrację.” Dani Boobyer z The Situation (UK), że album rozpoczyna się „energetycznym ‘Fighting Temptation’ [...], w którym to słodki wokal księżniczki R&B Beyoncé staje naprzeciw mocniejszego rapu Missy MC Lyte”. Ed Gonzalez z witryny Slant Magazine krytycznie ocenił utwór, stwierdzając, że Beyoncé, MC Lyte i Free „nie walczą z pokusami, jak mówi tytuł piosenki, tylko ich poszukują”.

## Wideoklip
Wideoklip do „Fighting Temptation” został wyreżyserowany przez Anttiego Jokinena w posiadłości nieopodal Los Angeles pod koniec czerwca 2003 roku. Zarejestrowany wówczas materiał został połączony ze scenami z filmu, tworząc ostateczną wersję teledysku. On the set, Knowles expressed herself:

„W sumie [wideoklip] przedstawia coś w stylu babskiego wieczoru, bo występują w nim tylko kobiety, a sama piosenka mówi przede wszystkim o pokusach, jakie niosą ze sobą mężczyźni, i jakie staramy się zwalczać. Część scen nakręciliśmy w wynajętym domu, bo przypominał mi budynek, w którym filmowaliśmy The Fighting Temptations.”

## Lista utworów
- Europejski singel CD[6]

1. „Fighting Temptation” – 3:51
2. „I Know” – 3:42

## Pozycje na listach
| Lista (2003)                                      | Najwyższa pozycja |
| ------------------------------------------------- | ----------------- |
| U.S. Billboard Bubbling Under R&B/Hip-Hop Singles | 116               |
| Lista (2004)                                      | Najwyższa pozycja |
| Belgian Ultratop 50 (Flandria)                    | 37                |
| Dutch Top 40                                      | 13                |
| German Singles Chart                              | 54                |
| Swiss Singles Chart                               | 42                |